# PMOS逻辑

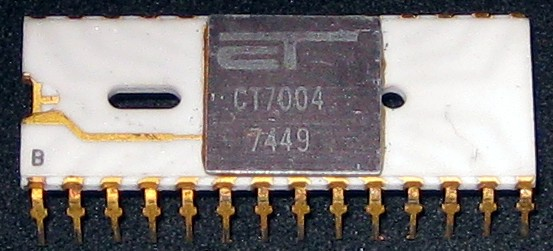
PMOS时钟IC，1974年

PMOS或pMOS逻辑电路，源自p沟道金属氧化物半导体 （P-channel Metal-Oxygen-Semiconductor），是一种基于p沟道增强型金属氧化物半导体场效应晶体管（MOSFET）的数字电路。在20世纪60年代末到70年代初，PMOS逻辑电路曾是大规模集成电路的主流半导体技术，后来被NMOS和CMOS器件取代。

## 历史和应用
1959年，Mohamed Atalla和Dawon Kahng在贝尔实验室制造出第一个可用的MOSFET。他们同时制造了PMOS和NMOS器件，但其中只有PMOS器件能够工作。直到十多年后，制造过程中的污染物（尤其是钠）才得到有效控制，从而可以制造出实用的NMOS器件。
与当时可用于集成电路的唯一替代品双极性晶体管（BJT）相比，MOSFET具有许多优点：
- 在精度相似的半导体器件制造工艺下，MOSFET所需面积仅为双极结型晶体管的10%。[3] （pp. 87）主要原因是MOSFET是自绝缘的，不需要与芯片上的相邻组件进行p-n结隔离。
- MOSFET需要的工艺步骤更少，因此制造起来更简单、更便宜（MOSFET只需要一个扩散掺杂步骤[3] （pp. 87），而BJT需要四个步骤[3] （pp. 50））。
- 由于MOSFET没有静态栅极电流，因此基于MOSFET的集成电路的功耗可以较低。

与双极集成电路相比，其缺点是：
- 由于栅极电容较大，开关速度相当低。
- 早期MOSFET的高阈值电压导致最低电源电压较高（-24 V至-28 V）[4] 。

1964年，通用微电子公司推出了第一个商用PMOS电路——一个带有120个MOSFET的20位移位寄存器，在当时其集成度之高令人难以置信。1965年，通用微电子公司试图为Victor Comptometer的Victor 3900电子计算器开发一组定制集成电路，共23个。但考虑到当时 PMOS电路的可靠性，这个尝试被证明是难以实现的，最终导致了通用微电子公司的倒闭。其他公司则继续使用PMOS技术生产如大型移位寄存器（通用仪器） 或模拟多路复用器3705（仙童半导体） 之类的电路，这些电路在当时的BJT技术下是不可行的。
1968年，多晶硅自对准栅极技术的引入给PMOS技术带来了一项重大改进。仙童半导体公司的Tom Klein和Federico Faggin改进了自对准栅极工艺，使其在商业上具有可行性，并发布了第一个硅栅极集成电路——模拟多路复用器3708。自对准栅极工艺使制造公差更小，从而既可以制造更小的MOSFET，又可以降低栅极电容并保持栅极电容的一致。例如，对于PMOS存储器，该技术可以使芯片面积减半，速度提升至三到五倍。多晶硅栅极材料不仅可以实现自对准栅极，还可以降低阈值电压，从而降低最小电源电压（例如降至-16 V（p. 1–13）），以此降低功耗。由于电源电压较低，硅栅极PMOS逻辑通常被称为低压PMOS，而较老的金属栅极PMOS则被称为高压PMOS。（pp. 89）
由于种种原因，仙童半导体公司未能按照相关管理人员的意愿深入推进PMOS集成电路的开发。 （pp. 1302）其中两位高管，戈登·摩尔（Gordon Moore）和罗伯特·诺伊斯（Robert Noyce），于1968年决定创办自己的初创公司——英特尔。不久之后，包括费德里科·法金（Federico Faggin）和莱斯·瓦达斯（Les Vadasz）在内的其他仙童工程师也加入了他们的行列。英特尔于1969年推出了首款256位PMOS静态随机存取存储器（SRAM），即Intel 1101。  （pp. 1303）1024位动态随机存取存储器Intel 1103于 1970年问世。1103取得了商业上的成功，并迅速开始取代计算机中的磁芯存储器。英特尔于1971年推出了其第一款PMOS微处理器Intel 4004。许多公司纷纷效仿英特尔。大多数早期的微处理器都是采用PMOS技术制造的，例如：英特尔的4040和8008；美国国家半导体的IMP-16、PACE和SC/MP；德州仪器的TMS1000；罗克韦尔国际公司的PPS-4和PPS-8。上述微处理器中有多个系列达成了商业上的“第一”：第一个4位微处理器（4004）、第一个8位微处理器（8008）、第一个单芯片16位微处理器（PACE）和第一个单芯片4位微控制器（TMS1000；RAM和ROM与CPU位于同一芯片上）。
1972年，NMOS技术终于发展到可商用的程度。英特尔和IBM都推出了其设计/制造的1 kbit内存芯片。由于NMOS MOSFET的n型沟道中的电子迁移率大约是PMOS MOSFET的p型沟道中空穴迁移率的三倍，所以NMOS逻辑电路与PMOS电路相比开关速度更高。因此，NMOS逻辑迅速开始取代PMOS逻辑。到20世纪70年代末，NMOS微处理器已经超越了PMOS处理器。PMOS逻辑由于其低成本和相对较高的集成度，在一段时间内仍用于简单计算器和时钟等。CMOS技术的功耗比PMOS或NMOS都要低得多。尽管弗兰克·万拉斯（Frank Wanlass）早在1963年就提出了CMOS电路的构想 ，RCA公司的商用4000系列CMOS集成电路也于1968年投入生产，但CMOS的制造仍然很复杂，既达不到PMOS或NMOS的集成度，也达不到NMOS的速度。直到20世纪80年代，CMOS才取代NMOS成为微处理器的主要技术。

## 描述
与NMOS和CMOS替代方案相比，PMOS电路具有许多缺点：需要多个不同的电源电压（正负电源电压）、导通状态下的功耗较高以及尺寸相对较大。此外，PMOS电路的整体开关速度较低。
PMOS使用p沟道(+)金属氧化物半导体场效应晶体管(MOSFET) 来实现逻辑门和其他数字电路。PMOS晶体管的工作原理是在n型晶体管基底中创建一个反型层。这个反型层称为p沟道，可以在p型“源极”和“漏极”之间传导空穴。
通过在第三个端子（称为栅极）施加负电压（常用-25V ），可以创建p沟道。与其他MOSFET 一样，PMOS晶体管具有四种工作模式：截止区（或亚阈值）、三极管区（恒流区）、饱和区（有时称为导通区或线性电阻区）和速度饱和区。
虽然PMOS逻辑电路易于设计和制造（MOSFET可以用作电阻，因此整个电路可以用PMOS场效应晶体管构成），但它也存在一些缺点。在其缺陷中，最严重的是，当所谓的“上拉网络”（PUN）处于导通状态时，即输出为高电平时，PMOS逻辑门中会有直流电流，这会导致即使在电路空闲时也会产生静态功耗。
此外，PMOS电路从高电平到低电平的转换速度较慢。从低电平转换到高电平时，晶体管的电阻较低，输出端的电容电荷积累非常快（类似于通过非常低的电阻给电容器充电）。但是，输出端和负电源轨之间的电阻要大得多，因此从高电平到低电平的转换需要更长的时间（类似于通过高电阻给电容器放电）。使用较低阻值的电阻可以加快转换速度，但也会增加静态功耗。
此外，不对称的输入逻辑电平使PMOS电路易受噪声影响。 
大多数PMOS集成电路需要使用17-24伏直流电源。但英特尔 4004 PMOS微处理器没有采用金属栅极，而是采用多晶硅栅极的PMOS逻辑，从而可以使用较小的电源电压差。为了兼容TTL信号，4004使用的正电源电压为VSS = +5V ，负电源电压为VDD = -10V。

## 逻辑门
p型MOSFET被布置在逻辑门输出和正电源电压之间的所谓“上拉网络”（PUN）中，同时在逻辑门输出和负电源电压之间放置一个电阻。该电路的设计使得如果所需输出为高电平，则PUN将处于导通状态，从而在正电源和输出之间形成电流通路。
PMOS门的元件排列方式与将所有电压反转的NMOS门相同。因此，对于高电平有效逻辑，德摩根定律表明，PMOS或非门与NMOS与非门具有相同的结构，反之亦然。
|  |  |  |

## 拓展阅读
- Savard, John J. G. . quadibloc. 2018 [2005]  [2018-07-16]. （原始内容存档于2018-07-02）.